# ゴットフリード・ワグネル

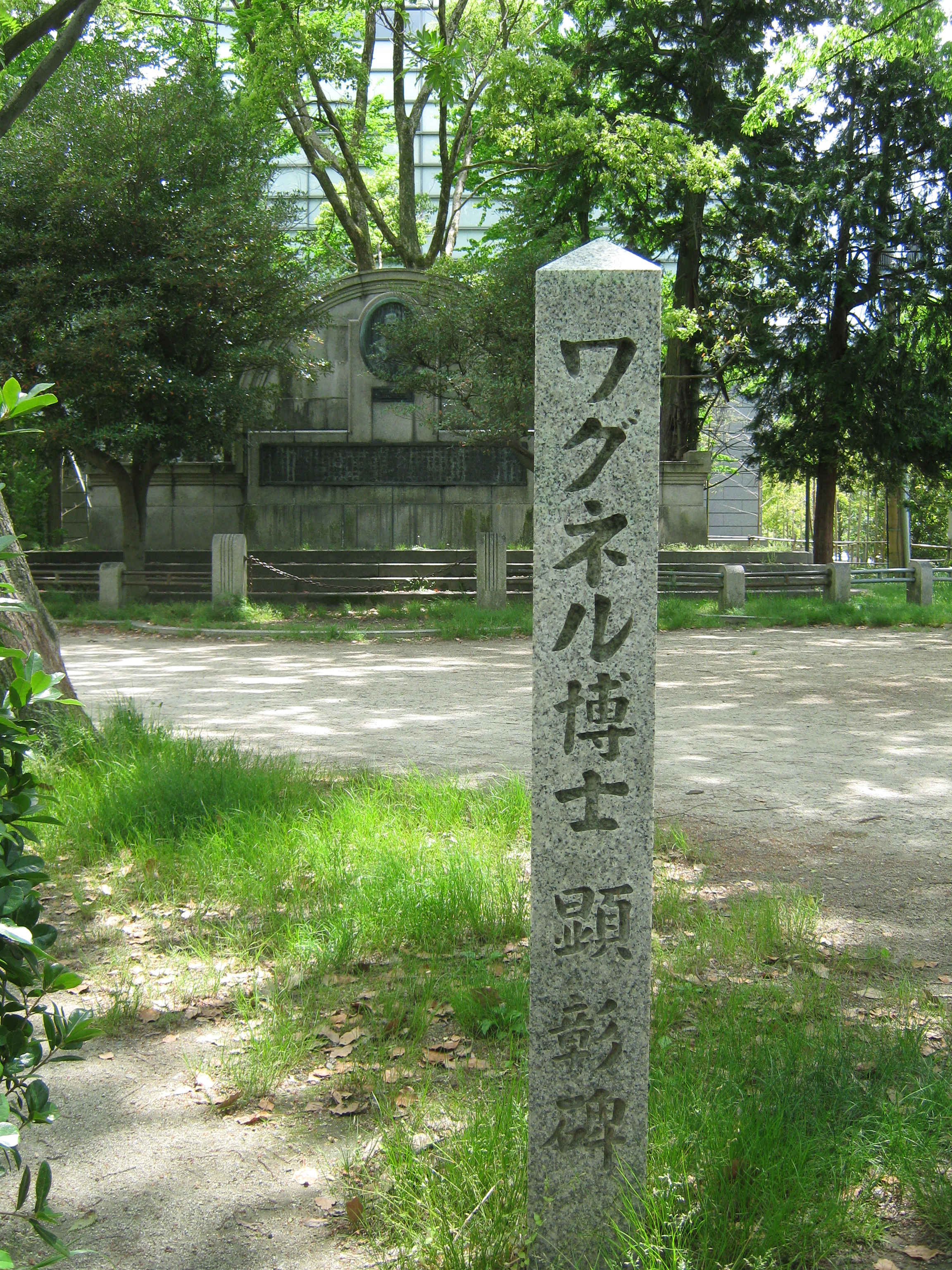
ワグネル博士顕彰碑、京都市左京区岡崎公園・ワグネル広場

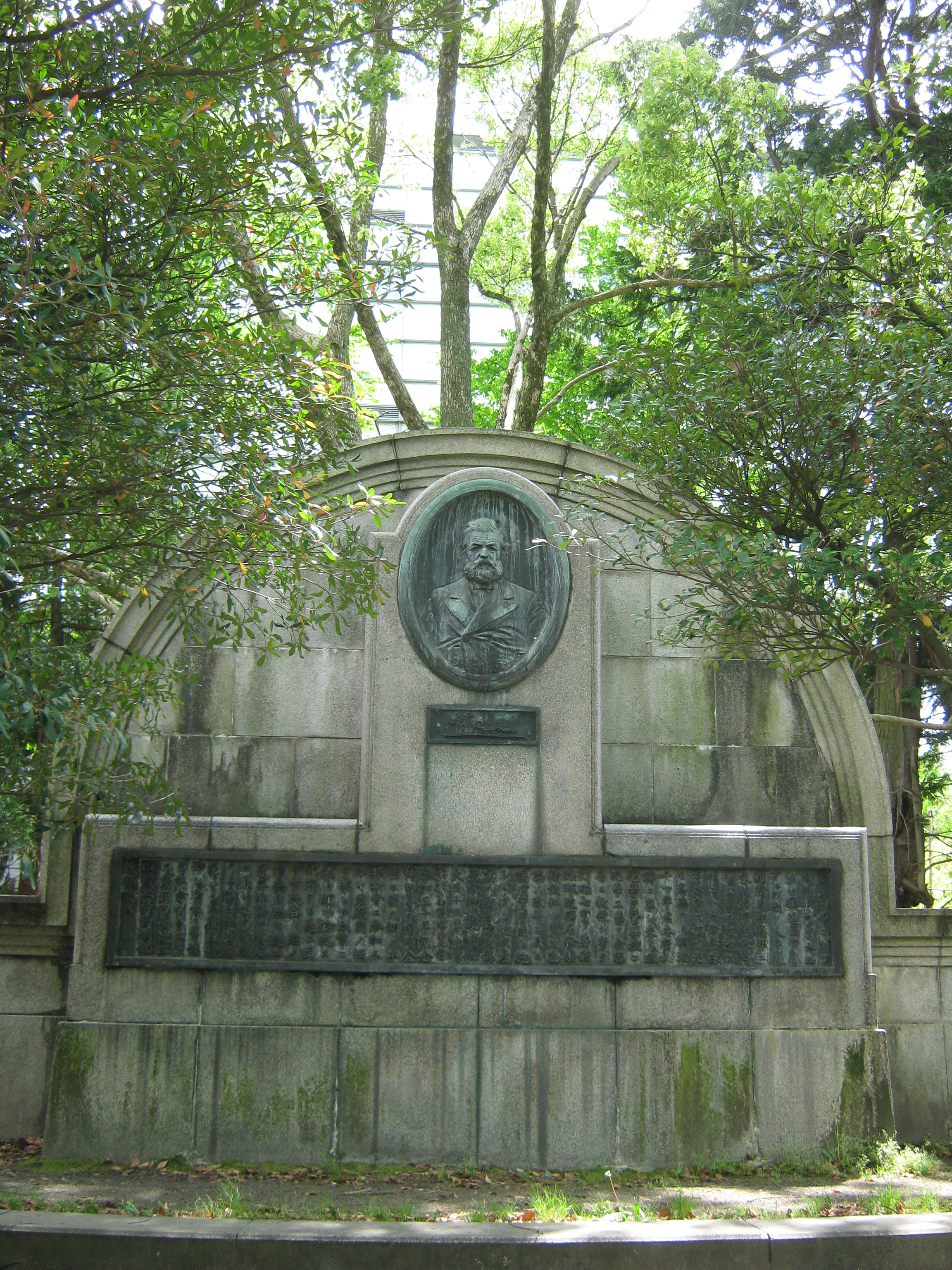
ワグネル博士顕彰碑、京都市左京区岡崎公園・ワグネル広場

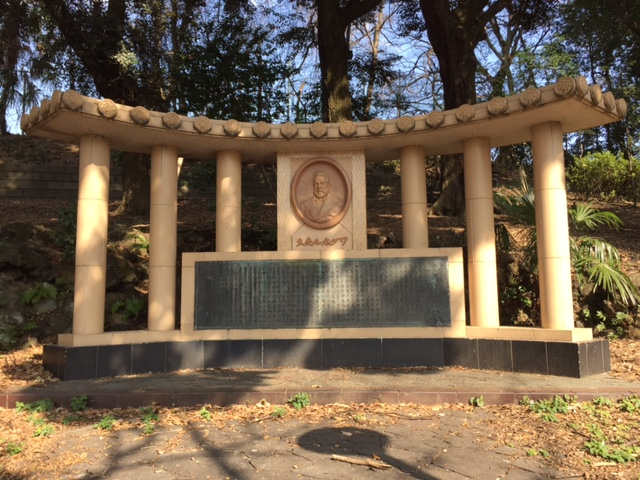
東京工業大学キャンパス内にあるワグネルの記念碑

ゴットフリード・ワグネル（Gottfried Wagener、1831年7月5日 - 1892年11月8日）は、ドイツ出身のお雇い外国人。ドイツ語での発音はゴトフリート・ヴァーゲナー（ドイツ語発音: [ˈgɔtfriːt ˈvaːgənɐ]）。
事業参加のため来日し、その後政府に雇われた珍しい経緯を持つ。京都府立医学校（現・京都府立医科大学）、東京大学教師、および東京職工学校（現・東京工業大学）教授。また、陶磁器やガラスなどの製造を指導した。ヘンリー・ダイアーらと同時期に明治時代の日本で工学教育で大きな功績を残し、墓碑や記念碑が後年まで管理され残っている。

## 生涯

### 訪日以前
1831年、ハノーファー王国ハノーファーで生まれる。父は官吏で、母と姉（妹）、弟がいた。成績はきわめて優秀だったが生涯を通じて非常に内気な性格であったといわれる。1846年に15歳で工芸学校に入学し、2年後の卒業とともに鉄道会社に勤める。しかし恩師の強い勧めを受けて数学・自然科学の教師を目指し、1849年にゲッティンゲン大学に入学した。この大学には2年間在籍し、数学者カール・フリードリヒ・ガウス、ペーター・グスタフ・ディリクレ や物理学者ヴィルヘルム・ヴェーバーらの指導を受け教員の資格を得た。さらにベルリン大学で1年間学んだ後、「ポテノーの問題」に関する学位論文をゲッティンゲン大学に提出し、ガウスらの審査を受けて21歳で数理物理学の博士号を取得した。
卒業後の1852年に政治的理由からパリに移住し、ドイツ語の個人教授や寄宿学校の数学教師を経てパリ中央電信局の翻訳官となる。ここでフランス語をはじめ、イタリア語・デンマーク語など各国の言語を習得する が、1857年にリウマチを患い、これが生涯の持病となる。この後、政治家サンティレールの秘書を経て1859年頃にスイスのラ・ショー＝ド＝フォンで工業学校の教師を務める。ここで機械工作などの研究を行うが、学制改革に伴って1864年に職を辞して義兄（弟）と建設事業を興す。リウマチの悪化で翌年に仕事をやめてカールスバート（現・カルロヴィ・ヴァリ）で療養した後、パリで弟と化学工場を始めるが失敗に終わる。

### 訪日〜ウィーン万国博覧会
アメリカ企業のラッセル商会の石鹸工場設立に当たり、パリ時代からの親友が紹介した社長のトーマス・ワルシュによって、ワグネルは長崎に招聘された。1868年3月29日にマルセイユを出発。同年5月15日（慶応4年4月23日）に長崎に到着した。しかし製品開発はうまくいかず、工場は軌道に乗らずに廃止された。その後、佐賀藩に雇われて1870年4月より8月にかけて有田町で窯業の技術指導にあたった。ここでは
- 石灰を用いた経済的な釉薬の開発
- 従来使われていた呉須に代わる安価なコバルト顔料の使用
- 薪不足を解決するための石炭窯の築造実験

などを行い、科学的手法による伊万里焼（有田焼）の近代化に影響を与えた。1870年11月頃には大学南校（現在の東京大学）のドイツ語教師として東京に移り、月給200ドルで雇用された。翌年の文部省設立と大学改組に伴い、1872年に医療系の東校（後に東京医学校、現・東京大学医学部）の数学・博物学・物理学・化学の教師となり、月給も300ドルに増額された。
1873年のウィーン万国博覧会では、事務局副総裁の佐野常民の強い要望で東校と兼任のまま事務局御用掛となった。ヨーロッパの嗜好や化学の知識を持っていたためと考えられる。役職名は「列品並物品出所取調技術誘導掛」であり、博覧会への出品物、特に陶磁器などの選定や技術指導、目録・説明の作成を行った。一例として、京都の清水焼や粟田焼について陶工を呼んで説明を受け、届いた注文品については焼成などに問題があるため不合格とし、白焼の品を事務局附属の磁器製造所（東京浅草区）で絵付けするよう指示している。なお、この処置については後に粟田焼の陶工・丹山清海から不満の声が上がっている。

### ウィーン万国博覧会以降
万博終了後、随行者の中から納富介次郎など23名が伝習生としてヨーロッパで学ぶことになり、ワグネルはその斡旋を受け持った。さらに博物館の準備調査や機器購入のために、オーストリア、ドイツ、フランス、イギリスを歴訪している。1874年12月に帰国後、博覧会および化学工業、農林、食料について調査報告書を提出するとともに東京博物館創立の建議を行った。
また、博覧会の前に佐野常民に建議した工業技術教育の場として開成学校（南校が改称）に製作学教場が設けられ、ワグネルはその教師となった。さらに翌年には工部省と仕事を兼務し、1876年のフィラデルフィア万国博覧会の関連業務や勧業寮の仕事を行った。フィラデルフィア万博では日本委員12名のうち唯一の外国人として働き、123ページにわたる出品物解説書の大部分を作成している。
しかし、西南戦争による財政圧迫から1877年に製作学教場が廃止、勧業寮の事業も停止されて職を失う。この後1年間、ドイツ領事の委託を受けて七宝の研究を行っていた。翌1878年2月3日から3年間、ハー・アーレンス・ドイツ商会の仲介で京都府（槙村正直府知事）に雇われ、京都舎密局で化学工芸の指導や医学校（現・京都府立医科大学）での理化学の講義を行った。月給400円であった。同年（明治11年）6月21日、博覧会に尽力した功労に対し勲四等旭日小綬章が下賜された。
1881年、1月に着任した京都府の新知事北垣国道が官業の払い下げを進める中で舎密局なども売却され、2月に雇用契約が終了した。このため同年5月1日から5年半、東京大学理学部の製造化学の教師として勤め、1884年11月からは東京職工学校（現・東京工業大学）で窯業学の教師も兼任した。1886年に東京職工学校で陶器破璃工科が独立するとその主任教授に就任し、亡くなるまでこれを務めた。
この傍らで1883年から新しい陶器の研究に着手し、1886年に赤坂葵町に試験工場を設けて吾妻焼と命名した。さらに1887年には東京職工学校に設備を移し、名称を旭焼と改めた。
1890年に農商務省の委嘱で陶産地を巡回して指導した際、山口県でリウマチが悪化した。このため9月から一年間の休暇を取り、ドイツに一時帰国する。温泉などで療養した後1892年1月に帰日、勅任官の待遇で復職した。この際ゼーゲルコーンを日本に初めて紹介した。

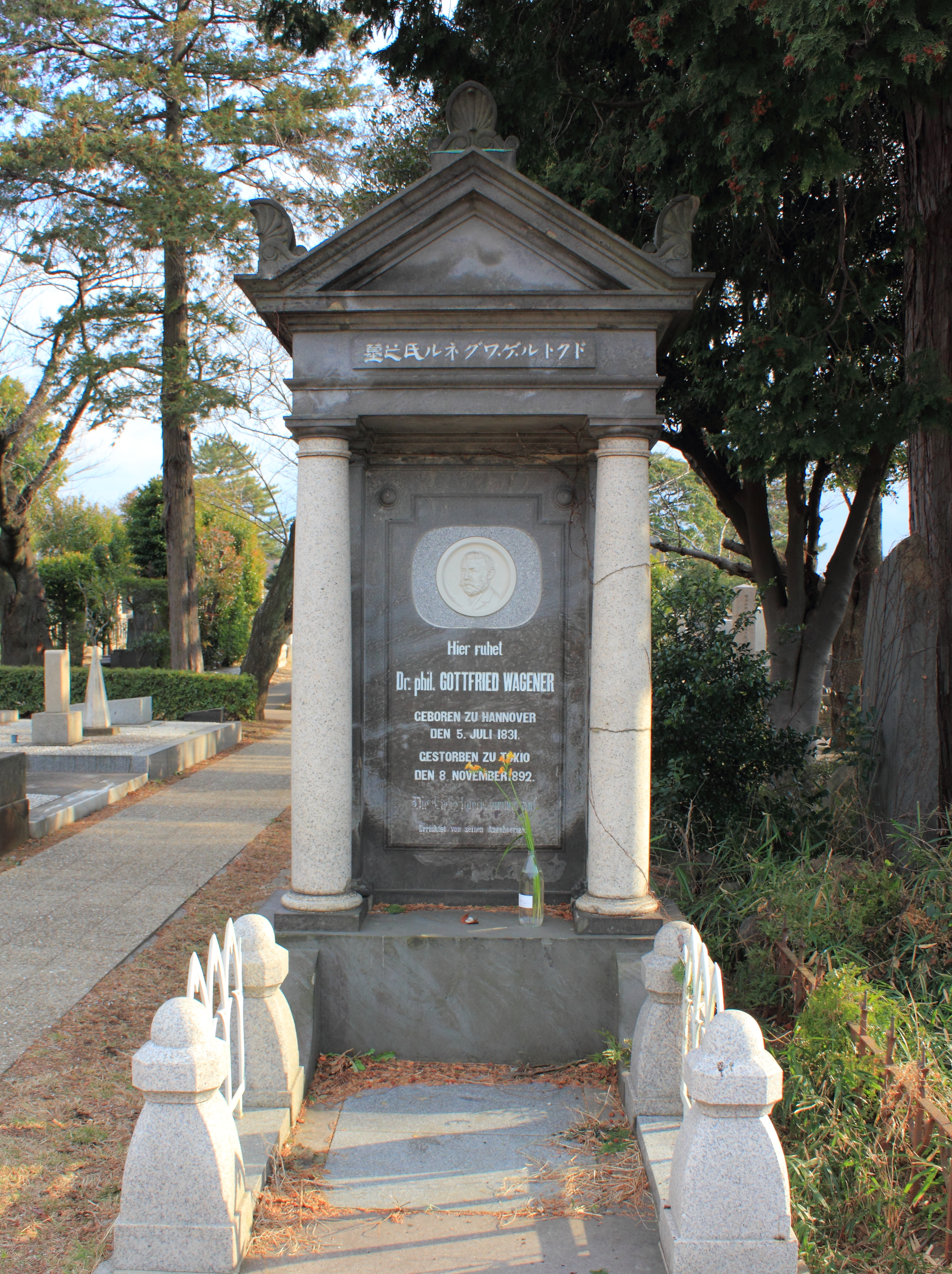
ゴットフリード・ワグネルの墓（青山霊園）

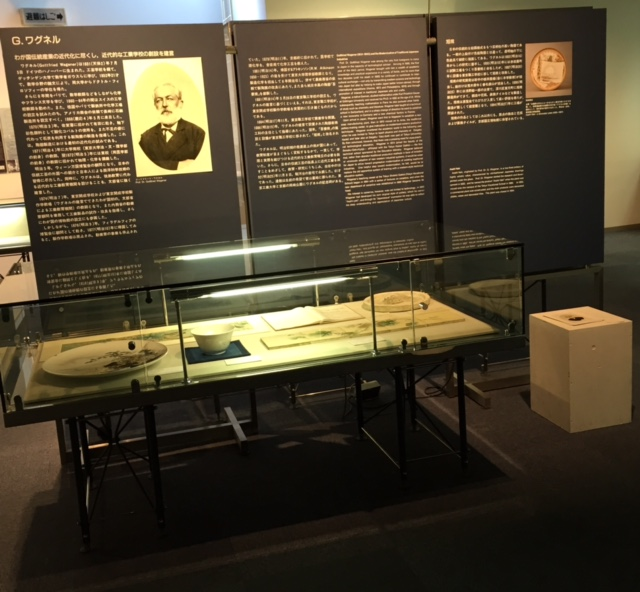
東京工業大学博物館での展示

### 死去とその後
1892年7月から栃木県塩原温泉で療養したが快復せず、10月には病床に伏せる。勲三等に叙せられ瑞宝章が贈与された11月8日の同日、東京・駿河台の自宅で亡くなった。京都在住時から駿河台在住時にかけて女性と同居していたが結婚せず、生涯独身であり没年齢は61歳。心臓の疾病と肺炎の併発が死因となった。
11月12日に遺体は青山霊園に埋葬された。旭焼のレリーフがはめられた墓碑は関東大震災や第二次世界大戦中の混乱などで損傷したが、没後90年の1982年に日本セラミックス協会によって修復され、現在にいたる。
また、京都市・岡崎公園のワグネル広場と東京工業大学・大岡山キャンパスには記念碑がある。前者は1924年（大正13年）に京都市によって建立された幅9メートル近い石碑である（外部リンク「ワグネル碑」参照）。後者は1937年に学内の有志によって作られ、命日に当たる11月8日に除幕式が行われた。デザインは円柱が並ぶ和風とギリシア風の折衷様式で、中央には肖像プレートがはめ込まれている。経年劣化のため当初のものは交換され、1978年に伊奈製陶（現・INAX）から寄付された複製が現在まで飾られている。後者の記念碑は、中澤岩太を実行委員長とする故ワグネル博士記念事業会により東京工業大学構内にある瓢箪池の後方に建設され、1937年11月8日除幕式が行われた。記念碑は、ワグネルが窯業に寄与したことから外装にはテラコッタが用られ、中央の肖像プレートは沼田一雅による原型で商工省陶磁器試験所が製作した。現在の肖像プレートは複製で、建設当時のものは東京工業大学博物館・百年記念館に展示されている。1938年、除幕式当日に開催された記念講演の概要と記念碑建設の工事報告書を併記した追懐集が刊行された。東京工業大学博物館のB1特別展示室には、ワグネルが指導的役割を担った陶磁器研究資料の紹介展示がある。

## 人材の育成
ワグネルの教育を受けた生徒には、教育界などで活躍した者が多い。
1874年から勤務した開成学校・製作学教場では、後に仙台高等工業学校（東北大学工学部の母体）初代校長、東京女子高等師範学校（現・お茶の水女子大学）校長などを歴任した中川謙二郎を教え、中川はワグネルの講義録の翻訳を行っている。
京都舎密局では理化学器械の製造も手掛けており、出入りしていた島津源蔵に技術指導を行い、後に島津は島津製作所を創業した。この頃に贈った木製旋盤が島津創業記念資料館に現存する。
1881年から在職した東京大学理学部の教え子には、東京工業学校教授、三菱製紙所支配人などを歴任した植田豊橘がおり、また助手を務めた中沢岩太はドイツ留学後、帝国大学教授、京都帝国大学の初代理工科大学長、京都高等工芸学校（現・京都工芸繊維大学）初代校長、工手学校（現・工学院大学）校長などを歴任した。
晩年は、製作学教場の後身ともいうべき東京職工学校（後に東京工業学校、現・東京工業大学）の教授となり、後継者として窯業科を発展させ東京工業大学窯業研究所（現・フロンティア材料研究所）初代所長となった平野耕輔、京都陶磁器試験所の初代所長を務めた藤江永孝、石川県工業学校陶磁器科長時代に結晶釉の製出に成功した北村彌一郎、日本陶器(現ノリタケ)設立者の一人である飛鳥井孝太郎、松村八次郎らを教えた。また、ワグネルは技術教育だけでなく、学科の創設や運営にも種々の建議を行い同校の発展に寄与した。

## 窯業（陶磁器・七宝・ガラス）との関わり
ワグネルはドイツで学んだ化学の知識を基に日本の窯業に深く関わった。有田での窯業指導は上述の通りであり、伊万里焼（有田焼）の近代化に先鞭を付けた。
1870年から1881年まで続いた京都舎密局では、工業化学関連品の製造技術の普及も職務に含まれており、永樂和全の協力を得て陶磁器、七宝、ガラスの製法などを指導した。陶磁器については、薪と石炭の双方を燃料とし、火熱を2段階に利用して第1段で本焼成、第2段で素焼きのできる新式の陶器焼成窯を発明し、耐火煉瓦を用いて局内に新造した。
ワグネルは1873年7月8日、顧問として石田某と共に京都に到着し、万国博覧会で紹介するのに相応しい工芸家や作品を選ぶのに協力した。1877年から1年間は七宝の研究に専念しており、その成果を譲り受けた七宝会社が1881年の第2回内国勧業博覧会で名誉賞を受賞している。1878年からは京都府（槙村正直府知事）に月給400円で雇われた。1879年には五条坂に陶磁器実験工場を建設し、青磁の焼成を試みている。また、それまでの七宝の不透明釉に替わる透明釉を開発し、京都の七宝に鮮明な色彩を導入した。透明釉は日本の七宝の美しさを飛躍的に高め、4年後のパリ大博覧会では濤川惣助が名誉大賞、並河靖之が金賞を受賞し国際的にも大変評価されることになる。
これらの経験を経た後1883年から新しい陶器を研究し、旭焼を開発した。旭焼は、それまでの陶磁器が主に釉薬をかけて本焼成した後に絵付けを行い再度焼成していたのに対し、先に絵付けを行ってから釉薬をかけて焼成する釉下彩と呼ばれる手法で作られていた。これにより陶磁器の貫入や歪みを嫌うヨーロッパの嗜好に合った製品が作られると、1890年には渋沢栄一らの出資で旭焼組合が設立され、ストーブ飾タイルなどが輸出された。しかし、コストが高かったことなどからワグネル没後の1896年に組合は解散し、東京工業学校の生産も同時期に終了した。なお、渋沢栄一らによって設立された「大日本東京深川区東元町旭焼製造所」は1986年3月26日に「旭焼陶磁器窯跡」として江東区の史跡となっている。

## 人物
- ワグネルの下で研究した中沢岩太は、ワグネルについて「記憶力・理解力が非常に優れ、学究心を生涯持ち続けた。また、大変寡言で、謙譲なため成果を誇る事がなかった」と語っている[14]。事業の失敗から弟とは疎遠になったが、姉（妹）との仲は良く晩年まで手紙のやり取りなどがあった。
- 若年時には運動を好み、器械体操やテニス、水泳を行っていた。また音楽もたしなみ、来日後もバイオリンやピアノの演奏で優れた腕前を見せたという。語学についてはドイツ語、フランス語、英語をはじめ数か国語に堪能だったが、日本語はそれほどでもなく、講義・講演では通訳を用いたり用意したテキストを読み上げていた。もっとも日常会話では問題がなかったといわれる[15]。

## 略歴
- 1831年 ハノーファーで生まれる。
- 1852年 博士号取得、パリに移住。
- 1859年 スイスで教師になる。
- 1859年 母が亡くなり、ドイツに一時帰国。
- 1864年 義兄（弟）と建設事業を興す。
- 1868年 来日する。
- 1870年 日本初の石炭窯を築くなど有田で技術指導にあたった後、大学南校に勤務。
- 1873年 ウィーン万国博覧会の顧問として渡欧。
- 1874年 工部省の仕事も兼務する。
- 1876年 フィラデルフィア万国博覧会で日本委員を務める。
- 1878年 京都府に雇われる。
- 1881年 東京大学理学部の教師となる。
- 1884年 東京職工学校の教師となる。
- 1886年 東京職工学校・教授となる。
- 1890年 9月、ドイツに一時帰国する。
- 1892年 1月、日本に戻る。11月8日、東京の自宅で没。